# Hadrian the Seventh
Hadrian the Seventh (Adriano, o Sétimo: Um Romance) (às vezes chamado de Adriano VII) é um romance de 1904 do romancista inglês Frederick Rolfe, que escreveu sob o pseudônimo de "Barão Corvo".
O trabalho mais conhecido de Rolfe, este romance de extrema realização de desejos desenvolvido a partir de um artigo que ele escreveu sobre o Conclave Papal para eleger o sucessor do Papa Leão XIII.

## Recepção
Em 2014, o The Guardian colocou Adriano Sétimo em sua lista dos 100 melhores romances escritos em inglês. Robert McCrum chamou de "divertido se artificial [...] orquidáceo, excêntrico e estranhamente obsessivo, alguns diriam louco".